# Stazione di Agnano
La stazione di Agnano è una fermata ferroviaria posta lungo la ferrovia Cumana, nell'omonima zona di Napoli.

## Storia
La stazione venne inaugurata il 1º luglio 1889, come parte della tratta Montesanto-Terme Patamia (quest'ultima stazione non è più esistente).
Nel 2019, la stazione è stata rinnovata con una serie di murales sul tema dell'acqua, in seguito a una collaborazione tra l'EAV, l'Accademia di Belle Arti di Napoli e Inward-Osservatorio Nazionale sulla Creatività Urbana.

## Strutture e impianti
La fermata conta 3 binari: il primo è direzione per Montesanto, il secondo è direzione per Torregaveta e il terzo, che non è elettrificato ed è tronco, viene utilizzato dai mezzi di soccorso.

## Interscambi
La stazione dispone di:
- Fermata autobus

Fra il 1883 e la seconda guerra mondiale nei pressi della stazione era attiva una fermata della tranvia Napoli-Bagnoli-Pozzuoli, in seguito sostituita da un'autolinea urbana.
In questa stazione passano i treni da/per Montesanto e da/per Torregaveta.